# Usuwanie pliku
Usuwanie pliku – czynność mająca na celu usunięcie pliku z systemu plików.
Niektóre powody usuwania plików:
1. Zwiększenie wolnego miejsca na nośniku danych,
2. Usunięcie niepotrzebnych danych,
3. Usunięcie poufnych danych tak, aby nie można było ich odzyskać.

Wszystkie systemy operacyjne posiadają polecenia odpowiedzialne za usuwanie plików (rm w Uniksie, delete/del w MS-DOS itd.). Interfejsy graficzne i menedżery plików pozwalają na wygodne usuwanie plików.

## Problem z przypadkowym usunięciem pliku
Częstym problemem jest przypadkowe usunięcie pliku, który później może okazać się potrzebny. Jednym z rozwiązań jest regularne robienie kopii bezpieczeństwa, z której można przywrócić potrzebne pliki.
Innym rozwiązaniem, zamiast natychmiastowego usuwania pliku, jest przenoszenie go do tymczasowego miejsca, gdzie będzie przechowywany przez okres, w którym upewnimy się, że już go nie potrzebujemy. W taki sposób działa np. Kosz w systemie Microsoft Windows.
W systemie MS-DOS usunięty plik można przywrócić poleceniem undelete. Dzieje się tak, ponieważ w systemie plików FAT, z którego korzysta MS-DOS, usunięte pliki nie są naprawdę kasowane, lecz tylko oznaczane jako usunięte. Mogą więc zostać z powrotem przywrócone, dopóki bloki używane przez ten plik nie zostaną nadpisane innymi danymi. Defragmentacja dysku uniemożliwia przywrócenie pliku, ponieważ bloki używane przez niego, oznaczone jako puste, zostaną nadpisane innymi.
Istnieje również program e2undel, który służy do przywracania skasowanych plików w systemu plików ext2.
Ważne pliki można również oznaczyć jako tylko do odczytu. W takim przypadku wiele systemów operacyjnych wyświetli ostrzeżenie, gdy będziemy chcieli usunąć taki plik.

## Problem z kasowaniem poufnych danych
Poufnych danych nie można skasować poprzez zwykłą funkcję usuwania plików, gdyż skasowane w ten sposób pliki łatwo odzyskać.
Większość systemów plików jedynie zamazuje informacje, gdzie ten plik się znajduje fizycznie. Jednak nadpisanie pliku, czy formatowanie go nie gwarantuje, że poprzednio skasowanego pliku nie uda się odzyskać.
Istnieją specjalne programy, które powodują, że odzyskanie danych jest niemożliwe bądź bardzo trudne. Oprogramowanie dysków ATA powstałych po 2001 r. często zawiera wbudowane funkcje do bezpiecznego kasowania danych. Czasami aby skutecznie skasować informację, zaleca się fizyczne zniszczenie nośnika.